# Greg Wise

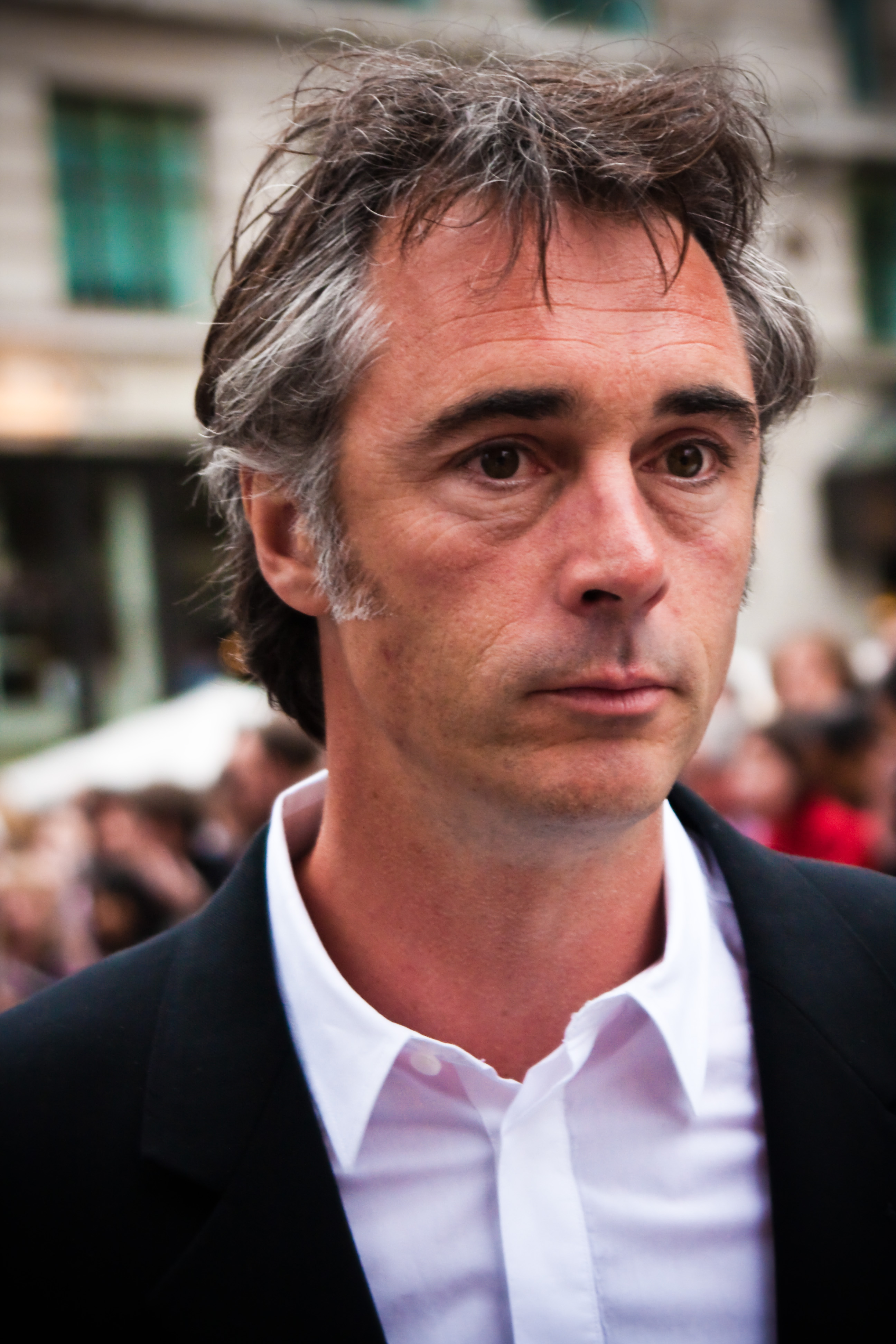
Greg Wise

Matthew Gregory Wise (Newcastle upon Tyne, Tyne and Wear, Engeland, 15 mei 1966) is een Brits acteur. Hij was te zien in zowel Britse televisieproducties als in grote speelfilms, onder meer als John Willoughby in Sense and Sensibility en als Max Delius in The Discovery of Heaven (de verfilming van De ontdekking van de hemel van Harry Mulisch).
Hij is in 2003 getrouwd met Emma Thompson en samen hebben zij een dochter, Gaia Romilly Wise.

## Filmografie
- Modus (2017 Zweedse televisieserie) - Warren Schifford
- The Crown (2016-2017) - Louis Mountbatten
- Effie Gray (2014) - John Ruskin
- Walking on Sunshine (2014) - Doug
- Elizabeth David: A Life in Recipes (2006 Televisiefilm) - Peter Higgins
- Trial & Retribution X: Sins of the Father (2006 Televisiefilm ) - John Harrogate
- A Cock and Bull Story (2005) - Greg
- The Adventures of Greyfriars Bobby (2005) - Minister Lee
- According to Bex (2005 televisieserie) - Charles Mathers
- Every Seven Years (2004 Korte film) - Vriend
- Five Moons Plaza (2003) - Francesco Doni
- Johnny English (2003) - Agent One
- Horatio Hornblower 3 (2003 Televisiefilm) - Majoor Côtard
- Sirens (2002 Televisiefilm ) - Oliver Rice
- Hills Like White Elephants (2002 Korte film) - De Amerikaan
- The Discovery of Heaven (2001) - Max Delius
- Madame Bovary (2000 Televisiefilm) - Rodolphe (aflevering 2, 3)
- Mad Cows (1999) - Alex
- Wonderful You (1999 Tv-miniserie) - Marshall, accountant
- Africa (1999) - Josh Sinclair
- Alice Through the Looking Glass (1998 Televisiefilm ) - Red Knight
- Judas Kiss (1998) - Ben Dyson
- House of Frankenstein 1997 (1997 Televisiefilm) - Crispian Grimes
- Hospital! (1997 Televisiefilm) - Dr. Jim Nightingale
- The Place of the Dead (1997 Televisiefilm) - Korporaal Hugh Brittan
- Tales from the Crypt (televisieserie)
- Fatal Caper (1996)
- The Moonstone (1996 Televisiefilm ) - Franklin Blake
- Sense and Sensibility (1995) - John Willoughby
- The Buccaneers (1995 Tv-miniserie) - Guy Thwaite
- Feast of July (1995) - Arch Wilson
- Taggart (televisieserie)
- Hellfire (1994) - Gregg Martin
- The Riff Raff Element (1993 Televisieserie) - Alister
- Typhon's People (1993 Televisiefilm) - Cato Macgill/Adam Prime
- Covington Cross (televisieserie)
- Pilot (1992) - Henry of Gault
- A Masculine Ending (1992 Televisiefilm ) - Jamie Baird

- Biblioteca Nacional de España: XX1606005
- Bibliothèque nationale de France: cb16577717n (data)
- Gemeinsame Normdatei: 129580864
- International Standard Name Identifier: 0000 0001 0965 0542
- Library of Congress Control Number: no00036703
- MusicBrainz: fa09e515-275e-468b-90db-f044d1cd35f7
- Nationale Bibliotheek van Tsjechië: pna2009482643
- Système universitaire de documentation: 260281093
- Virtual International Authority File: 38002167
- WorldCat: E39PBJx4tcFwV4Wtp3pPCGqqQq